# 天津治安維持会

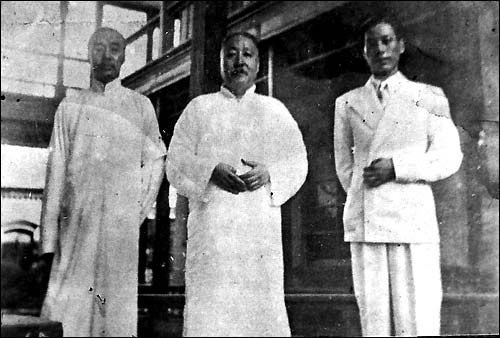
治安維持会の首脳陣。中央が会長を務めた高凌霨。

天津治安維持会（てんしんちあんいじかい）は日中戦争期間中、日本軍が占領した天津市に設置された治安維持を主とする行政組織。
1937年7月30日、日本軍により天津が占領されると、8月1日に北京政府の政客だった高凌霨を会長とし、その下に常務委員及び各局機関による天津治安維持会が組織された。同年12月14日に中華民国臨時政府の成立と共に廃止された。